# Муравьёв, Михаил Геннадьевич
Михаил Геннадьевич Муравьёв (6 октября 1965) — советский и российский футболист, играл на позиции нападающего.

## Биография
Воспитанник ДЮСШ «Сатурн» (Рыбинск). Профессиональную карьеру начинал в 1988 году в местном клубе «Сатурн». В 1991 году перешёл в «Спартак» Владикавказ, за который провёл 5 матчей в высшей лиге. После распада СССР перебрался в ярославский «Шинник», за который дебютировал 5 мая 1992 года в домашнем матче 8-го тура против волгоградского «Ротора», выйдя на 72-й минуте встречи на замену Олегу Смирнову. В 1994 году вернулся в Рыбинск, где играл за «Вымпел». В 1997 году играл за московскую «Роду». Далее играл за «Коломну». В 1999 году находился в заявке клуба «Спартак» Луховицы, однако матчей за команду не провёл. В том же году перебрался в казахстанский «Восток-Алтын», за который в чемпионате забил 4 гола. Играл также за любительский клуб «Москабельмет». С 1999 года выступал на первенстве Ярославской области, принимал участие в матчах ветеранов.